# سفارت لتونی در لندن
سفارت لتونی در لندن (به انگلیسی: Embassy of Latvia) یک منطقهٔ مسکونی در بریتانیا است که در شهر وست‌مینستر واقع شده‌است.